# Прокофьевская доминанта
Проко́фьевская домина́нта — специфическая для стиля С. С. Прокофьева диссонантная гармония, в мажоре — сочетание доминантовой гармонии (баса, трезвучия, малого септаккорда) и мажорного трезвучия на VII ступени (нижней атакты). Прокофьевская доминанта, как правило, разрешается в тоническое трезвучие. Термин «прокофьевская доминанта» ввёл в употребление И. В. Способин.

## Краткая характеристика
Гармонию прокофьевской доминанты слух воспринимает как сочетание двух гармоний — доминанты и VII мажорной ступени (атакты). Вследствие перехода терции и квинты вVII в терцию и квинту тонического трезвучия она интерпретируется некоторыми теоретиками как разновидность альтерированного доминантсептаккорда:

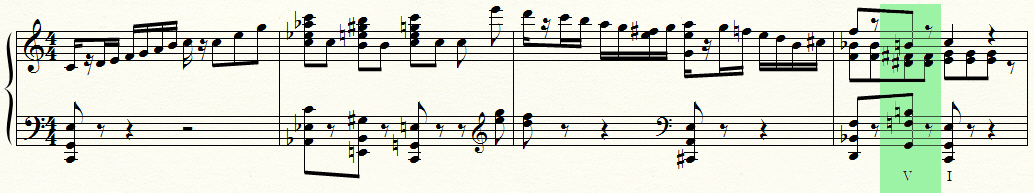
Прокофьевская доминанта («Джульетта-девочка», из балета «Ромео и Джульетта»)

Другие примеры: «Ромео» из балета «Ромео и Джульетта» (заключительный каданс), «Философы» из Кантаты к 20-летию Октября (кадансы текстомузыкальных строк).
Нижняя атакта у Прокофьева может сопрягаться не только с тоникой, но в принципе с любой ступенью лада, на которой образуется мажорное трезвучие. Например, в Гавоте op.32 № 3 она разрешается в доминанту fis-moll (Cis), выполняя функцию своеобразной двойной доминанты. Знаток Прокофьева Ю. Н. Холопов называл эту гармонию «прокофьевской двойной доминантой», считал её (наряду с доминантой) характерной для гармонического стиля композитора:

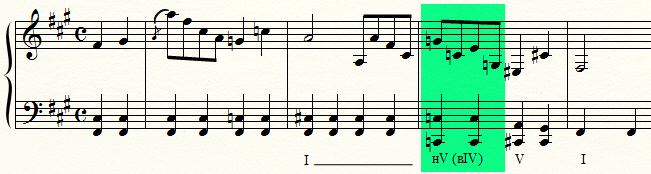
Гавот op. 32 № 3. Прокофьевская двойная доминанта

Характерно, что Прокофьев не придерживается единого фактурного расположения и гармонического воплощения излюбленной гармонии, но от сочинения к сочинению варьирует её, включает в контекст других линеарных аккордов (например, в до мажоре, однотерцовые аккорды cis-C), использует полиаккорды (часто в виде наложения аккордовых тонов T, S, D на аккорды их верхней и нижней атакт). Примером изобретательных вариантов применения прокофьевской доминанты может служить Вступление к опере «Дуэнья» («Обручение в монастыре»).
Описанную аккордовую последовательность можно найти в музыке и до Прокофьева, и в одно время с ним (например, у С. В. Рахманинова), не только в академической музыке, но изредка и в джазе. Но именно Прокофьев использовал этот аккордовый оборот в разных гармонических и фактурных вариантах систематически, что и сделало его своеобразной визитной карточкой прокофьевского стиля.